# إيرين موريسي
إيرين موريسي هي لاعبة كرلنغ كندية، ولدت في 28 مارس 1985.